# Phomopsis hordei
Phomopsis hordei är en svampart som beskrevs av Punith. 1975. Phomopsis hordei ingår i släktet Phomopsis och familjen Diaporthaceae.   Inga underarter finns listade i Catalogue of Life.